# Euophrys kawkaban
Euophrys kawkaban là một loài nhện trong họ Salticidae.
Loài này thuộc chi Euophrys. Euophrys kawkaban được Wanda Wesołowska & Antonius van Harten miêu tả năm 2007.